# Campeonato Europeo de Baloncesto Femenino de 2013
El XXXIV Campeonato Europeo de Baloncesto Femenino se celebró en Francia entre el 15 y el 30 de junio de 2013 bajo la denominación EuroBasket Femenino 2013. El evento fue organizado por la Confederación Europea de Baloncesto (FIBA Europa) y la Federación Francesa de Baloncesto.
Un total de dieciséis selecciones nacionales afiliadas a FIBA Europa compitieron por el título de campeón europeo, cuyo anterior portador era el equipo de Rusia, vencedor del Polonia 2011. 
La selección española se adjudicó la medalla de oro al derrotar en la final al equipo anfitrión con un apretado marcador de 70-69, consiguiendo así su segundo título europeo. En el partido por el tercer puesto el conjunto de Turquía venció al de Serbia.

## Organización

### Sedes
| Grupo      | Ciudad               | Instalación                       | Capacidad |
| ---------- | -------------------- | --------------------------------- | --------- |
| A y B      | Vannes               | Complejo Deportivo de Kercado     | 1700      |
| C y D      | Trélazé              | Arena Loire                       | 5085      |
| E          | Lille                | Palacio de Deportes Saint-Sauveur | 1900      |
| F          | Mouilleron-le-Captif | Vendéspace                        | 4200      |
| Fase final | Orchies              | Pévèle Arena                      | 5000      |

### Grupos
| Grupo A    | Grupo B | Grupo C      | Grupo D         |
| ---------- | ------- | ------------ | --------------- |
| Montenegro | Suecia  | Serbia       | Lituania        |
| Ucrania    | España  | Letonia      | Bielorrusia     |
| Turquía    | Rusia   | Francia      | República Checa |
| Eslovaquia | Italia  | Gran Bretaña | Croacia         |

### Calendario
| PF | Primera fase | SF | Segunda fase | 1/4 | Cuartos de final | 1/2 | Semifinales | F | Finales |

| junio de 2013          | 15 Sáb | 16 Dom | 17 Lun | 18 Mar | 19 Mié | 20 Jue | 21 Vie | 22 Sáb | 23 Dom | 24 Lun | 25 Mar | 26 Mié  | 27 Jue  | 28 Vie  | 29 Sáb | 30 Dom |
| ---------------------- | ------ | ------ | ------ | ------ | ------ | ------ | ------ | ------ | ------ | ------ | ------ | ------- | ------- | ------- | ------ | ------ |
| Fase (no. de partidos) | PF (8) | PF (8) | PF (8) |        | SF (3) | SF (3) | SF (3) | SF (3) | SF (3) | SF (3) |        | 1/4 (2) | 1/4 (2) | 1/2 (2) |        | F (2)  |

## Primera fase
- Todos los partidos en la hora local de Francia (UTC+2).

### Grupo A
| Equipo     | J | G | P | PF  | PC  | DP  | PTS |
| ---------- | - | - | - | --- | --- | --- | --- |
| Turquía    | 3 | 3 | 0 | 210 | 157 | +53 | 6   |
| Montenegro | 3 | 2 | 1 | 206 | 189 | +17 | 5   |
| Eslovaquia | 3 | 1 | 2 | 186 | 211 | -25 | 4   |
| Ucrania    | 3 | 0 | 3 | 180 | 225 | -45 | 3   |

- Resultados

| Fecha | Hora  | Partido¹   | Partido¹ | Partido¹   | Resultado |
| ----- | ----- | ---------- | -------- | ---------- | --------- |
| 15.06 | 12:30 | Montenegro | -        | Eslovaquia | 77-63     |
| 15.06 | 18:30 | Ucrania    | -        | Turquía    | 52-78     |
| 16.06 | 12:30 | Eslovaquia | -        | Ucrania    | 75-68     |
| 16.06 | 15:00 | Turquía    | -        | Montenegro | 66-57     |
| 17.06 | 12:30 | Montenegro | -        | Ucrania    | 72-60     |
| 17.06 | 15:00 | Turquía    | -        | Eslovaquia | 66-48     |

- (¹) –  Todos en Vannes.

### Grupo B
| Equipo | J | G | P | PF  | PC  | DP  | PTS |
| ------ | - | - | - | --- | --- | --- | --- |
| España | 3 | 3 | 0 | 221 | 180 | +41 | 6   |
| Suecia | 3 | 1 | 2 | 180 | 194 | -14 | 4   |
| Italia | 3 | 1 | 2 | 189 | 206 | -17 | 4   |
| Rusia  | 3 | 1 | 2 | 201 | 211 | -10 | 4   |

- Resultados

| Fecha | Hora  | Partido¹ | Partido¹ | Partido¹ | Resultado |
| ----- | ----- | -------- | -------- | -------- | --------- |
| 15.06 | 15:00 | Suecia   | -        | Italia   | 63-64     |
| 15.06 | 21:00 | España   | -        | Rusia    | 77-72     |
| 16.06 | 18:30 | Italia   | -        | España   | 59-71     |
| 16.06 | 21:00 | Rusia    | -        | Suecia   | 57-68     |
| 17.06 | 18:30 | Rusia    | -        | Italia   | 72-66     |
| 17.06 | 21:00 | Suecia   | -        | España   | 49-73     |

- (¹) –  Todos en Vannes.

### Grupo C
| Equipo       | J | G | P | PF  | PC  | DP  | PTS |
| ------------ | - | - | - | --- | --- | --- | --- |
| Francia      | 3 | 3 | 0 | 217 | 118 | +99 | 6   |
| Gran Bretaña | 3 | 2 | 1 | 192 | 203 | -11 | 5   |
| Serbia       | 3 | 1 | 2 | 162 | 208 | -46 | 4   |
| Letonia      | 3 | 0 | 3 | 151 | 193 | -42 | 3   |

- Resultados

| Fecha | Hora  | Partido¹     | Partido¹ | Partido¹     | Resultado |
| ----- | ----- | ------------ | -------- | ------------ | --------- |
| 15.06 | 12:30 | Serbia       | -        | Gran Bretaña | 68-76     |
| 15.06 | 21:00 | Letonia      | -        | Francia      | 39-62     |
| 16.06 | 15:00 | Gran Bretaña | -        | Letonia      | 69-56     |
| 16.06 | 21:00 | Francia      | -        | Serbia       | 76-32     |
| 17.06 | 15:00 | Serbia       | -        | Letonia      | 62-56     |
| 17.06 | 21:00 | Francia      | -        | Gran Bretaña | 79-47     |

- (¹) –  Todos en Trélazé.

### Grupo D
| Equipo          | J | G | P | PF  | PC  | DP  | PTS |
| --------------- | - | - | - | --- | --- | --- | --- |
| Bielorrusia     | 3 | 2 | 1 | 184 | 154 | +30 | 5   |
| República Checa | 3 | 2 | 1 | 183 | 179 | +4  | 5   |
| Croacia         | 3 | 1 | 2 | 200 | 208 | -8  | 4   |
| Lituania        | 3 | 1 | 2 | 200 | 226 | -26 | 4   |

- Resultados

| Fecha | Hora  | Partido¹        | Partido¹ | Partido¹        | Resultado |
| ----- | ----- | --------------- | -------- | --------------- | --------- |
| 15.06 | 15:00 | Lituania        | -        | Croacia         | 77-89     |
| 15.06 | 18:30 | Bielorrusia     | -        | República Checa | 60-39     |
| 16.06 | 12:30 | Croacia         | -        | Bielorrusia     | 43-57     |
| 16.06 | 18:30 | República Checa | -        | Lituania        | 70-51     |
| 17.06 | 12:30 | Lituania        | -        | Bielorrusia     | 72-67     |
| 17.06 | 18:30 | República Checa | -        | Croacia         | 74-68     |

- (¹) –  Todos en Trélazé.

## Segunda fase
- Todos los partidos en la hora local de Francia (UTC+2).

Clasifican los tres mejores equipos de cada grupo y se distribuyen en dos grupo, el E con los tres primeros de los grupos A y B y el F con los tres primeros de los grupos C y D. Cada equipo inicia esta segunda fase con los puntos que consiguieron en la primera fase, exceptuando los puntos obtenidos en el partido con el equipo eliminado.

### Grupo E
| Equipo     | J | G | P | PF  | PC  | DP   | PTS |
| ---------- | - | - | - | --- | --- | ---- | --- |
| España     | 5 | 5 | 0 | 351 | 250 | +101 | 10  |
| Turquía    | 5 | 4 | 1 | 318 | 263 | +55  | 9   |
| Italia     | 5 | 3 | 2 | 293 | 307 | -14  | 8   |
| Suecia     | 5 | 2 | 3 | 307 | 339 | -32  | 7   |
| Montenegro | 5 | 1 | 4 | 302 | 330 | -28  | 6   |
| Eslovaquia | 5 | 0 | 5 | 274 | 356 | -82  | 5   |

- Resultados

| Fecha | Hora  | Partido¹   | Partido¹ | Partido¹   | Resultado |
| ----- | ----- | ---------- | -------- | ---------- | --------- |
| 20.06 | 14:00 | Suecia     | -        | Montenegro | 69-58     |
| 20.06 | 16:30 | España     | -        | Eslovaquia | 80-44     |
| 20.06 | 20:00 | Italia     | -        | Turquía    | 46-66     |
| 22.06 | 14:00 | Italia     | -        | Eslovaquia | 58-47     |
| 22.06 | 16:30 | Turquía    | -        | Suecia     | 72-51     |
| 22.06 | 20:00 | Montenegro | -        | España     | 50-66     |
| 24.06 | 14:00 | Suecia     | -        | Eslovaquia | 75-72     |
| 24.06 | 16:30 | Montenegro | -        | Italia     | 60-66     |
| 24.06 | 20:00 | España     | -        | Turquía    | 61-48     |

- (¹) –  Todos en Lille.

### Grupo F
| Equipo          | J | G | P | PF  | PC  | DP   | PTS |
| --------------- | - | - | - | --- | --- | ---- | --- |
| Francia         | 5 | 5 | 0 | 355 | 248 | +107 | 10  |
| Serbia          | 5 | 3 | 2 | 306 | 323 | -17  | 8   |
| Bielorrusia     | 5 | 3 | 2 | 286 | 255 | +31  | 8   |
| República Checa | 5 | 2 | 3 | 287 | 322 | -35  | 7   |
| Gran Bretaña    | 5 | 2 | 3 | 324 | 363 | -39  | 7   |
| Croacia         | 5 | 0 | 5 | 324 | 371 | -47  | 5   |

- Resultados

| Fecha | Hora  | Partido¹        | Partido¹ | Partido¹        | Resultado |
| ----- | ----- | --------------- | -------- | --------------- | --------- |
| 19.06 | 14:00 | República Checa | -        | Gran Bretaña    | 66-55     |
| 19.06 | 16:30 | Serbia          | -        | Bielorrusia     | 54-48     |
| 19.06 | 20:00 | Croacia         | -        | Francia         | 70-78     |
| 21.06 | 14:00 | Croacia         | -        | Serbia          | 64-77     |
| 21.06 | 16:30 | Gran Bretaña    | -        | Bielorrusia     | 61-71     |
| 21.06 | 20:00 | Francia         | -        | República Checa | 64-49     |
| 23.06 | 14:00 | República Checa | -        | Serbia          | 59-75     |
| 23.06 | 16:30 | Gran Bretaña    | -        | Croacia         | 85-79     |
| 23.06 | 20:00 | Bielorrusia     | -        | Francia         | 50-58     |

- (¹) –  Todos en Mouilleron-le-Captif.

## Fase final
- Todos los partidos en la hora local de Francia (UTC+2).

|  | Cuartos de final | Cuartos de final |         |         | Semifinales | Semifinales |        |              | Final        | Final |  |
|  |                  |                  |         |         |             |             |        |              |              |       |  |
|  |                  |                  |         |         |             |             |        |              |              |       |  |
|  | España           | 75               |         |         |             |             |        |              |              |       |  |
|  | España           | 75               |         |         |             |             |        |              |              |       |  |
|  | República Checa  | 58               |         |         |             |             |        |              |              |       |  |
|  | República Checa  | 58               |         | España  | 88          |             |        |              |              |       |  |
|  |                  |                  |         | España  | 88          |             |        |              |              |       |  |
|  |                  |                  | Serbia  | 69      |             |             |        |              |              |       |  |
|  | Serbia           | 85               | Serbia  | 69      |             |             |        |              |              |       |  |
|  | Serbia           | 85               |         |         |             |             |        |              |              |       |  |
|  | Italia           | 79               |         |         |             |             |        |              |              |       |  |
|  | Italia           | 79               |         |         |             |             |        | España       | 70           |       |  |
|  |                  |                  |         |         |             |             |        | España       | 70           |       |  |
|  |                  |                  | Francia | 69      |             |             |        |              |              |       |  |
|  | Turquía          | 55               | Francia | 69      |             |             |        |              |              |       |  |
|  | Turquía          | 55               |         |         |             |             |        |              |              |       |  |
|  | Bielorrusia      | 41               |         |         |             |             |        |              |              |       |  |
|  | Bielorrusia      | 41               |         | Turquía | 49          |             |        | Tercer lugar | Tercer lugar |       |  |
|  |                  |                  |         | Turquía | 49          |             |        | Tercer lugar | Tercer lugar |       |  |
|  |                  |                  | Francia | 57      |             |             |        |              |              |       |  |
|  | Francia          | 87               | Francia | 57      |             |             | Serbia | 71           |              |       |  |
|  | Francia          | 87               |         |         |             |             | Serbia | 71           |              |       |  |
|  | Suecia           | 83               |         |         |             |             |        |              | Turquía      | 92    |  |
|  | Suecia           | 83               |         |         |             |             |        |              | Turquía      | 92    |  |
|  |                  |                  |         |         |             |             |        |              |              |       |  |

### Cuartos de final
| Fecha | Hora  | Partido¹ | Partido¹ | Partido¹        | Resultado |
| ----- | ----- | -------- | -------- | --------------- | --------- |
| 26.06 | 17:00 | Serbia   | -        | Italia          | 85-79     |
| 26.06 | 20:00 | España   | -        | República Checa | 75-58     |
| 27.06 | 17:00 | Turquía  | -        | Bielorrusia     | 55-41     |
| 27.06 | 20:00 | Francia  | -        | Suecia          | 87-83     |

- (¹) –  Todos en Orchies.

### Semifinales
| Fecha | Hora  | Partido¹ | Partido¹ | Partido¹ | Resultado |
| ----- | ----- | -------- | -------- | -------- | --------- |
| 28.06 | 17:00 | España   | -        | Serbia   | 88-69     |
| 28.06 | 20:00 | Turquía  | -        | Francia  | 49-57     |

- (¹) –  En Orchies.

### Tercer lugar
| Fecha | Hora  | Partido¹ | Partido¹ | Partido¹ | Resultado |
| ----- | ----- | -------- | -------- | -------- | --------- |
| 30.06 | 17:00 | Serbia   | -        | Turquía  | 71-92     |

- (¹) –  En Orchies.

### Final
| Fecha | Hora  | Partido¹ | Partido¹ | Partido¹ | Resultado |
| ----- | ----- | -------- | -------- | -------- | --------- |
| 30.06 | 20:00 | España   | -        | Francia  | 70-69     |

- (¹) –  En Orchies.

### Partidos de clasificación
5.º a 8.º lugar
| Fecha | Hora  | Partido¹        | Partido¹ | Partido¹ | Resultado |
| ----- | ----- | --------------- | -------- | -------- | --------- |
| 27.06 | 14:00 | República Checa | -        | Italia   | 72-68     |
| 28.06 | 14:00 | Bielorrusia     | -        | Suecia   | 69-48     |

- (¹) –  En Orchies.

Séptimo lugar
| Fecha | Hora  | Partido¹ | Partido¹ | Partido¹ | Resultado |
| ----- | ----- | -------- | -------- | -------- | --------- |
| 29.06 | 17:00 | Italia   | -        | Suecia   | 60-77     |

- (¹) –  En Orchies.

Quinto lugar
| Fecha | Hora  | Partido¹        | Partido¹ | Partido¹    | Resultado |
| ----- | ----- | --------------- | -------- | ----------- | --------- |
| 29.06 | 20:00 | República Checa | -        | Bielorrusia | 50-64     |

- (¹) –  En Orchies.

## Medallero
| España | Francia | Turquía |
| Elisa Aguilar Queralt Casas Silvia Domínguez Laura Gil Cindy Lima Sancho Lyttle Laura Nicholls Cristina Ouviña Laia Palau Alba Torrens Amaya Valdemoro Marta Xargay | Marielle Amant Valeriane Ayayi Céline Dumerc Émilie Gomis Sandrine Gruda Anaël Lardy Edwige Lawson-Wade Nwal-Endéné Miyem Emmeline Ndongue Gaëlle Skrela Diandra Tchatchouang Isabelle Yacoubou | Işıl Alben Tuğçe Canıtez Bahar Çağlar Naile Çırak Yasemin Begüm Dalgalar Ayşegül Günay Quanitra Hollingsworth Şaziye İvegin Tuğba Palazoğlu Esmeral Tunçluer Birsel Vardarlı Nevriye Yılmaz |
| Lucas Mondelo (seleccionador) | Pierre Vincent (seleccionador) | Ceyhun Yıldızoğlu (seleccionador) |

## Estadísticas

### Clasificación general
| 1. España          |
| 2. Francia         |
| 3. Turquía         |
| 4. Serbia          |
| 5. Bielorrusia     |
| 6. República Checa |
| 7. Suecia          |
| 8. Italia          |
| 9. Gran Bretaña    |
| 10. Montenegro     |
| 11. Croacia        |
| 12. Eslovaquia     |
| 13. Rusia          |
| 14. Lituania       |
| 15. Letonia        |
| 16. Ucrania        |

- (*) – Clasificaron automáticamente para el Mundial de 2014 las primeras cinco selecciones, excluida la anfitriona Turquía.

### Máxima anotadora
| N.º | Jugadora           | País   | Puntos |
| --- | ------------------ | ------ | ------ |
| 1   | Sancho Lyttle      | España | 166    |
| 2   | Alba Torrens       | España | 146    |
| 3   | Frida Eldebrink    | Suecia | 141    |
| 4   | Giorgia Sottana    | Italia | 129    |
| 5   | Jelena Milovanović | Serbia | 123    |

Fuente: 

### Equipo más anotador
| N.º | Equipo  | Puntos |
| --- | ------- | ------ |
| 1   | España  | 661    |
| 2   | Francia | 630    |
| 3   | Serbia  | 593    |
| 4   | Turquía | 592    |
| 5   | Suecia  | 583    |

Fuente: 

### Equipo ideal
- Mejor jugadora del campeonato —MVP—: Sancho Lyttle ( España).[5]

| Posición | Nombre            | País    |
| -------- | ----------------- | ------- |
| Base     | Céline Dumerc     | Francia |
| Escolta  | Alba Torrens      | España  |
| Alero    | Frida Eldebrink   | Suecia  |
| Pívot    | Sancho Lyttle     | España  |
| Pívot    | Isabelle Yacoubou | Francia |